# Mercedes Santamarina Gaztañaga
Mercedes Santamarina Gaztañaga (Buenos Aires, 18 de junio de 1896-ibídem, 23 de mayo de 1972) fue una aristócrata, coleccionista de arte y mecenas argentina. Gran parte de las obras que pertenecieron a su propiedad fueron adquiridas por ella mientras vivía en París. Entre las principales piezas de sus colecciones se encuentran pintura y escultura del siglo XIX y arte oriental. En 1970 entregó en donación al Museo Nacional de Bellas Artes parte de su colección y en 1971 donaría otra parte al Museo Municipal de Bellas Artes de Tandil.

## Familia
Nació el 18 de junio de 1896 en Buenos Aires. La familia Santamarina era originaria de España, donde el abuelo de Mercedes, Ramón Santamarina, nació en 1827 en Orense, Galicia. Quedó huérfano en la infancia y trasladándose a la Argentina a los 16 años, se instaló en la ciudad de Tandil. Trabajó como ganadero y comerciante. Como emprendedor, ingresó luego al círculo de terratenientes de la región y fundó en 1890 la  empresa Santamarina e Hijos, diversificándose en el sector inmobiliario y afiliada a grandes industrias y bancos. Su hijo Ramón Santamarina Alduncin (1861-1909) luego se convirtió en presidente del Banco de la Nación Argentina.
De su matrimonio con María Sebastiana de Gastañaga, Alduncin tuvo diez hijos, entre ellos Mercedes Santamarina que nació sexta en 1896. Uno de los tíos de Mercedes Santamarina, Enrique Santamarina (1870-1937), ocupó el cargo de vicepresidente de Argentina en la presidencia de José Evaristo Uriburu y Jorge Alejandro Santamarina (1891-1953), fue también presidente del Banco de la Nación Argentina, y más tarde ministro de Hacienda. Otro tío, Antonio Santamarina Irasusta (1880-1974), fue senador en el Congreso de la Nación Argentina, y al igual que Mercedes Santamarina, también un importante coleccionista de arte.